# منیکو
منیکو (به لاتین: Meniko) یک منطقهٔ مسکونی در قبرس است که در ناحیه نیکوزیا واقع شده‌است.

## خصوصیات
منیکو  ۹۸۰ نفر جمعیت دارد.